# فروي جوتيريز
فروي جوتيريز (بالإنجليزية: Froy Gutierrez)‏ هو ممثل أمريكي اشتهر بشخصية نولان في المسلسل التلفزيوني ذئب مراهق.

## روابط خارجية
- فروي جوتيريز على موقع IMDb (الإنجليزية)
- فروي جوتيريز على موقع قاعدة بيانات الفيلم (الإنجليزية)